# Tylophora arachnoidea
Tylophora arachnoidea är en oleanderväxtart som beskrevs av Goyder. Tylophora arachnoidea ingår i släktet Tylophora och familjen oleanderväxter. Inga underarter finns listade i Catalogue of Life.